# Контрада Настази (Палермо)
Контрада Настази је насеље у Италији у округу Палермо, региону Сицилија.
Према процени из 2011. у насељу је живело 3 становника. Насеље се налази на надморској висини од 449 м.